# Gardenia kamialiensis
Gardenia kamialiensis là một loài thực vật có hoa trong họ Thiến thảo. Loài này được Takeuchi mô tả khoa học đầu tiên năm 2004.